# Ariyat Dibow Ubang
Ariyat Dibow Ubang, née le 23 février 1997, est une athlète éthiopienne.

## Carrière
Elle est médaillée de bronze du saut en hauteur aux Championnats d'Afrique 2014, aux Championnats d'Afrique 2018 et aux Jeux africains de 2019.

## Palmarès

### International
| Date | Compétition            | Lieu      | Résultat | Épreuve         | Performance |
| ---- | ---------------------- | --------- | -------- | --------------- | ----------- |
| 2014 | Championnats d'Afrique | Marrakech | 3e       | Saut en hauteur | 1,78 m      |
| 2015 | Jeux africains         | Rabat     | 4e       | Saut en hauteur | 1,80 m      |
| 2018 | Championnats d'Afrique | Asaba     | 3e       | Saut en hauteur | 1,80 m      |
| 2019 | Jeux africains         | Rabat     | 3e       | Saut en hauteur | 1,81 m      |

### National
- Championnats d'Éthiopie d'athlétisme
  - Vainqueur du saut en hauteur en 2018
  - Vainqueur du triple saut en 2018